# Aksu (district)
Aksu is een Turks district in de provincie Isparta en telt 5.360 inwoners (2007). Het district heeft een oppervlakte van 463,4 km². Hoofdplaats is Aksu.
De bevolkingsontwikkeling van het district is weergegeven in onderstaande tabel.
| 1997  | 2000  | 2007  |
| ----- | ----- | ----- |
| 8.937 | 9.554 | 5.360 |